# Herbert Heuft
Herbert Heuft (* 22. Januar 1920 in Obermendig; † 26. Dezember 1997 in Koblenz) war ein deutscher Politiker (SPD).
Heuft wurde als Sohn des Steinhauers Georg Heuft geboren. Er erlernte zunächst selbst das Steinmetzhandwerk, wurde dann jedoch zum Militär eingezogen. Nach Krieg und Gefangenschaft arbeitete er wieder in seinem Beruf, wurde jedoch bald Sekretär der IG Bau-Steine-Erden. Geprägt durch diese Tätigkeit engagierte er sich auch politisch, wurde Mitglied der SPD, vertrat seine Partei im Gemeinderat von Obermendig (nach der Verwaltungsreform Mendig), im Kreistag des Landkreises Mayen (nach der Verwaltungsreform Landkreis Mayen-Koblenz) und schließlich für eine Legislaturperiode (1967 bis 1971) auch im Rheinland-Pfälzischen Landtag.